# Loah
Loah (mundartl.: Lo(à)) ist ein Ortsteil der Gemeinde Tyrlaching im oberbayerischen Landkreis Altötting.

## Lage
Die Einöde Loah liegt etwa 4,5 Kilometer nördlich von Tyrlaching. 

## Geschichte
Der Name der Einöde geht auf das mittelhochdeutsche Wort laùha zurück und bezeichnet eine Lichtung im Wald. Der Ort wird 1140 urkundlich als Loen bezeichnet, 1300 als ze Lohen.